# Selena Gomez

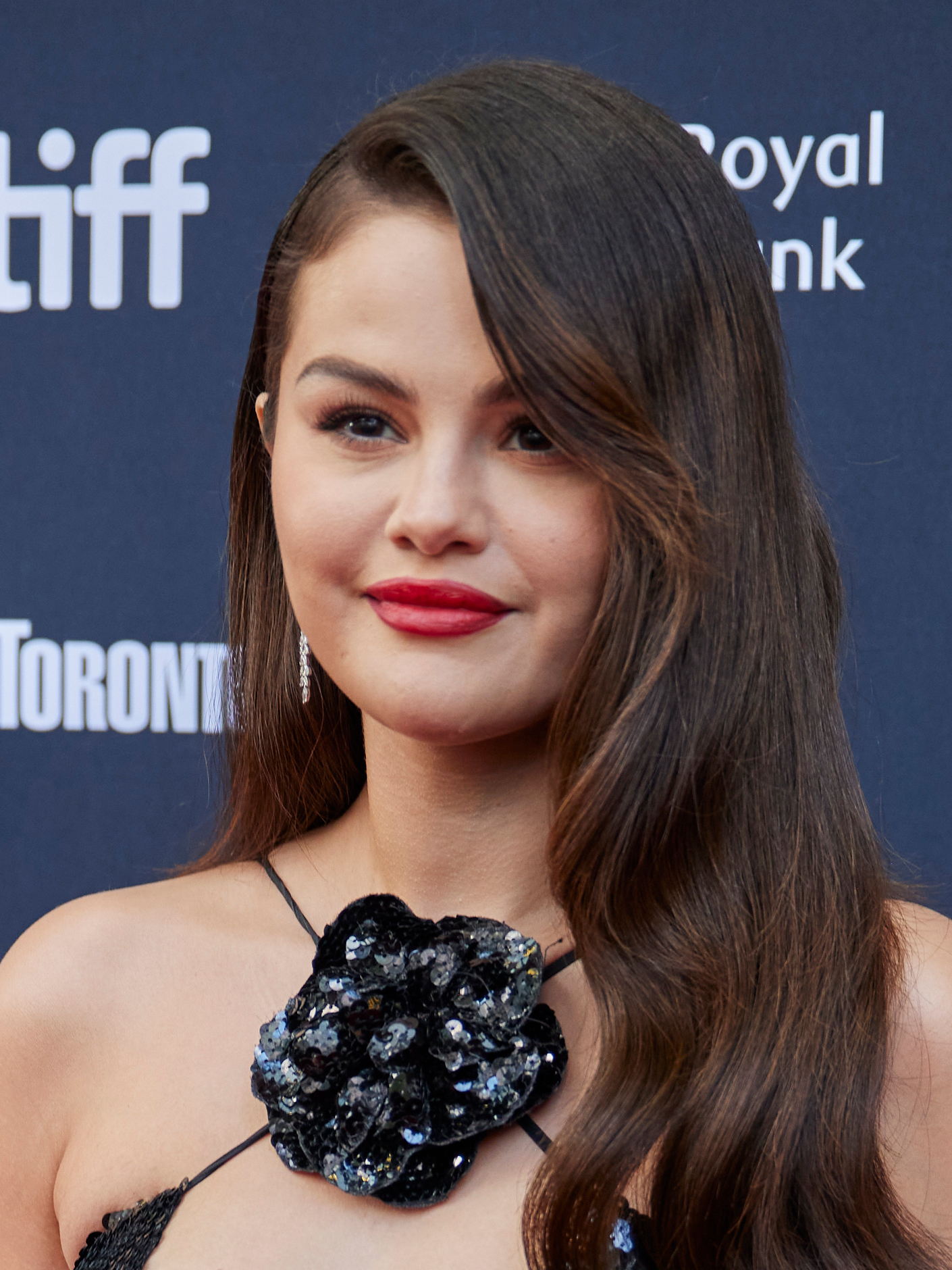
Selena Gomez (2024)

Selena Marie Gomez (* 22. Juli 1992 in Grand Prairie, Texas) ist eine US-amerikanische Schauspielerin, Sängerin, Model und Synchronsprecherin. Ihre Karriere begann mit einer Rolle in der Fernsehserie Barney und seine Freunde im Jahr 2002. Der Durchbruch gelang ihr mit der Disney-Channel-Serie Die Zauberer vom Waverly Place, in der sie die Rolle der Protagonistin Alex Russo spielte. Gomez erhielt Gastauftritte in weiteren Serien wie Hannah Montana, Zack & Cody an Bord und Sonny Munroe und war in Filmen wie Another Cinderella Story, Prinzessinnen Schutzprogramm, Plötzlich Star, Spring Breakers und The Dead Don’t Die zu sehen. Außerdem spielt sie seit 2021 neben Steve Martin und Martin Short in der Hulu-Serie Only Murders in the Building mit.
Ihre Musikkarriere begann Gomez im Jahr 2008 mit dem Unterzeichnen eines Plattenvertrags mit dem Label Hollywood Records. Bis heute hat sie drei Studioalben veröffentlicht, die in mehreren Ländern mit der Goldenen Schallplatte ausgezeichnet wurden. Ihre drei Studioalben erreichten alle Platz eins der amerikanischen Billboard-Charts. Zudem trug sie als Sängerin zu den Soundtrack verschiedener Film- und Fernsehproduktionen bei, darunter Tinker Bell, Shake It Up – Tanzen ist alles und Tote Mädchen lügen nicht, wobei sie beim letzteren auch als Produzentin der Serie mitwirkte.
Im Jahr 2009 wurde Gomez zur jüngsten UNICEF-Botschafterin ernannt. Von 2009 bis 2012 nahm sie an dem Projekt Disney Friends for Change, einer Umweltschutzinitiative der Walt Disney Company, teil.
Über 418 Millionen Menschen folgen ihr auf Instagram (Stand August 2025); nur drei andere Nutzer übertreffen diese Zahl, keine andere Frau hat so viele Follower wie sie. Im September 2020 gründete sie das Kosmetikunternehmen Rare Beauty.

## Leben
Gomez wurde am 22. Juli 1992 als einziges Kind der Italo-Amerikanerin Amanda Dawn Teefey (geb. Cornett) und von Ricardo Joel Gomez geboren. Dessen Eltern kamen als illegale Einwanderer aus Mexiko in die USA; er selbst wurde in Texas geboren und ist somit US-Amerikaner. Selena Gomez wuchs bei ihrer Mutter in Grand Prairie, Texas, auf, da sich ihre Eltern scheiden ließen, als sie fünf Jahre alt war. Gomez wurde nach der Tex-Mex-Sängerin Selena Quintanilla-Pérez benannt und begann schon früh mit dem Theaterschauspiel. Sie hat zwei jüngere Halbschwestern.
2009 teilte Gomez in einem Interview mit dem People-Magazin mit, dass sie schon früh ein Interesse an der Schauspielkunst entwickelte, weil sie ihrer Mutter beim Üben und Spielen in Theaterproduktionen zusah. Im Mai 2010 schloss sie erfolgreich ihren Privatunterricht ab.
Im Januar 2014 begab sich Gomez für zwei Wochen in die Einrichtung Dawn at the Meadows, in der junge Menschen zwischen 18 und 28 Jahren wegen Suchterkrankungen und seelischen Verletzungen behandelt werden. Im Herbst 2015 wurde ihre im Jahr 2013 diagnostizierte Autoimmunerkrankung Lupus erythematodes öffentlich bekannt. Als Folgen dieser Erkrankung erlitt sie Depressionen und Panikattacken, welche Gomez 2016 dazu zwangen, ihre Welttournee abzubrechen. Im September 2017 gab sie bekannt, von ihrer Freundin Francia Raisa eine Nierenspende erhalten zu haben.
Selena Gomez war von 2008 bis 2010 mit Nick Jonas und von 2010 bis 2013 mit Justin Bieber liiert. Von Ende 2014 bis Mai 2015 führte Gomez mit dem russisch-deutschen Musikproduzenten und DJ Zedd eine Beziehung. Sie war von Anfang 2017 bis Ende Oktober 2017 mit dem kanadischen Sänger The Weeknd zusammen. Nach der Trennung der beiden folgte Ende 2017 eine erneute Beziehung mit Justin Bieber, sie trennten sich jedoch kurze Zeit darauf wieder. Im Dezember 2023 bestätigte Selena Gomez ihre Beziehung mit dem US-amerikanischen Musikproduzenten und Songwriter Benny Blanco. Das Paar verlobte sich im Dezember 2024.

## Karriere

### Schauspielkarriere
Ihre erste Rolle spielte sie in der Fernsehserie Barney und seine Freunde, wo sie auch Demi Lovato kennenlernte, nachdem sie im Alter von zehn Jahren bei einem von Disney veranstalteten Talentwettbewerb entdeckt worden war. Seither trat sie in verschiedenen Fernsehserien auf, zumeist in Disney-Produktionen, wie Hotel Zack und Cody und für mehrere Folgen in Hannah Montana.
Ab 2007 spielte sie eine Hauptrolle in der Disney-Serie Die Zauberer vom Waverly Place, zu welcher sie auch den Titelsong Everything Is Not What It Seems sang. Die Serie startete im Oktober 2007 auf dem Disney Channel in Amerika und wurde dort im Januar 2012 beendet.
Sie hat mit ihrer befreundeten Person Demi Lovato sowie mit ihren Schauspielkollegen aus Die Zauberer vom Waverly Place David Henrie, Jake T. Austin und Jennifer Stone Web-Shows auf YouTube. Gomez spielt die Hauptrolle in dem Film Another Cinderella Story aus dem Jahr 2008, in dem sie an der Seite von Drew Seeley wirkt.

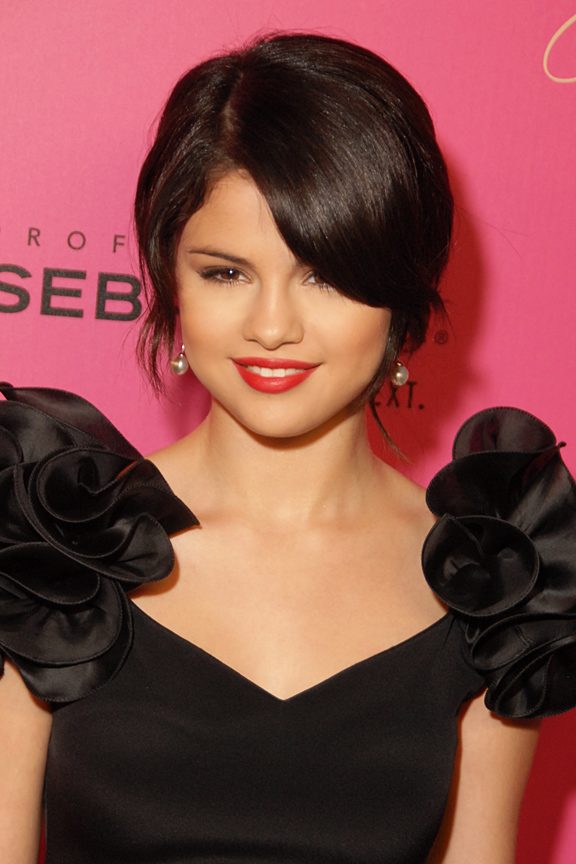
Gomez bei den Hollywood Style Awards 2009 in Beverly Hills

2009 ersetzte sie Madonna in Arthur und die Minimoys 2 – Die Rückkehr des bösen M, die im ersten Teil Prinzessin Selenia ihre Stimme lieh. In dessen zweiter Fortsetzung Arthur und die Minimoys 3 – Die große Entscheidung lieh Gomez Prinzessin Selenia ihre Stimme erneut. 2010 war sie in der Rolle der Beezus Quimby in Schwesterherzen – Ramonas wilde Welt zu sehen, der auf dem Roman Beezus and Ramona von Beverly Cleary basiert. Im selben Jahr wurde sie für die Rolle der Grace Bennett in Plötzlich Star gecastet.
Außerdem wirkte Gomez neben Vanessa Hudgens, James Franco und Ashley Benson in dem Film Spring Breakers mit.
Gomez moderierte am 19. Juni 2011 die MuchMusic Video Awards in Toronto und am 6. November 2011 die MTV Europe Music Awards in Belfast. Gomez stand 2012 neben Eli Roth für den chilenischen Katastrophenthriller Aftershock – Die Hölle nach dem Beben in einem Cameo-Auftritt vor der Kamera. Ebenfalls 2012 erhielt sie die Rolle der The Kid in dem Actionfilm Getaway an der Seite von Ethan Hawke und Jon Voight. Der Film lief im August 2013 in den amerikanischen Kinos an. Anfang April 2013 ergatterte sie die Rolle der Kate Ann Lucas in dem Musical Rudderless. Der Film feierte auf dem Sundance Film Festival im Januar 2014 Premiere. Im Sommer 2014 wurde der Spielfilm Behaving Badly – Brav sein war gestern mit Gomez in der Hauptrolle der Nina Pennington veröffentlicht.
Anfang 2015 drehte sie an der Seite von Paul Rudd das Drama Umweg nach Hause, in der sie als Dot zu sehen ist. Der Film feierte Ende Januar 2016 Premiere auf dem Sundance Film Festival. Außerdem verkörperte Gomez im selben Jahr an der Seite von Zac Efron, Seth Rogen und Chloë Grace Moretz die Rolle der Madison in der Komödie Bad Neighbors 2, die Fortsetzung zu dem 2014 erschienenen Bad Neighbors. Bereits 2015 erhielt sie in dem von und mit James Franco produzierten Spielfilm Stürmische Ernte – In Dubious Battle eine Hauptrolle. Der Film basiert auf dem gleichnamigen Roman von John Steinbeck und erzählt die Geschichte von Obstpflückern in den 1930er-Jahren, die sich in Kalifornien gegen miese Arbeitsbedingungen wehren wollen.
2017 wirkte Gomez in dem von Woody Allen inszenierten Spielfilm A Rainy Day in New York an der Seite von Timothée Chalamet mit. 2018 übernahm sie eine Rolle an der Seite von Bill Murray und Adam Driver in der Horrorkomödie The Dead Don’t Die von Jim Jarmusch mit, die im Juni 2019 in die Kinos kam.
Am 13. August 2020 startete die Kochsendung Selena + Chef auf HBO Max, bei der Gomez bei sich zuhause mit verschiedenen Chefköchen Gerichte zubereitet und lernt verschiedene Fehler in der Küche zu vermeiden. Im selben Monat wurde die Serie um eine zweite Staffel verlängert, welche am 19. November 2020 veröffentlicht wurde. Ende April 2021 wurde bekanntgegeben, dass es eine dritte Staffel geben wird, die am 28. Oktober 2021 veröffentlicht wurde. Im August 2022, wurde eine vierte Staffel veröffentlicht, welche in einem Strandhaus in Malibu gedreht wurde.
Im August 2020 wurde bekanntgegeben, dass Gomez in der Hulu-Serie Only Murders in the Building neben Steve Martin und Martin Short eine Hauptrolle verkörpern wird. Dies ist somit ihre erste Rolle in einer Fernsehserie seit Die Zauberer vom Waverly Place. Die Veröffentlichung erfolgte ab dem 31. August 2021 wöchentlich. Für die Primetime Emmy Award nominierte Serie wurde Gomez unter anderem mit einem People’s Choice Award ausgezeichnet. Aufgrund des Erfolges der ersten Staffel, wurde die Serie um eine zweite Staffel verlängert, welche am 28. Juni 2022 auf Hulu und hierzulande auf Disney+ startete. Im Juli 2022 wurde die Serie um eine dritte Staffel verlängert.
Im November 2022 erschien der Dokumentarfilm Selena Gomez: My Mind & Me auf Apple TV+, bei dem die letzten sechs Jahre ihres Leben thematisiert werden. Unter anderem wurde über das Absagen der Revival Tour gesprochen sowie ihr Leben mit der Autoimmunerkrankung Lupus erythematodes und einer Bipolaren Störung.
Für ihre Leistung in Jacques Audiards Spielfilm Emilia Pérez (2024) gewann Gomez gemeinsam mit Adriana Paz, Zoe Saldaña und Karla Sofía Gascón den Darstellerpreis des 77. Filmfestivals von Cannes.
Im Januar 2024 wurde die Entwicklung einer Nachfolgeserie zu Die Zauberer vom Waverly Place bekanntgegeben, die im Mai den Titel  Die neuen Zauberer vom Waverly Place erhielt. Gomez wirkt sowohl als Executive Producer als auch in einer Gastrolle als Alex Russo mit.

### Musikkarriere

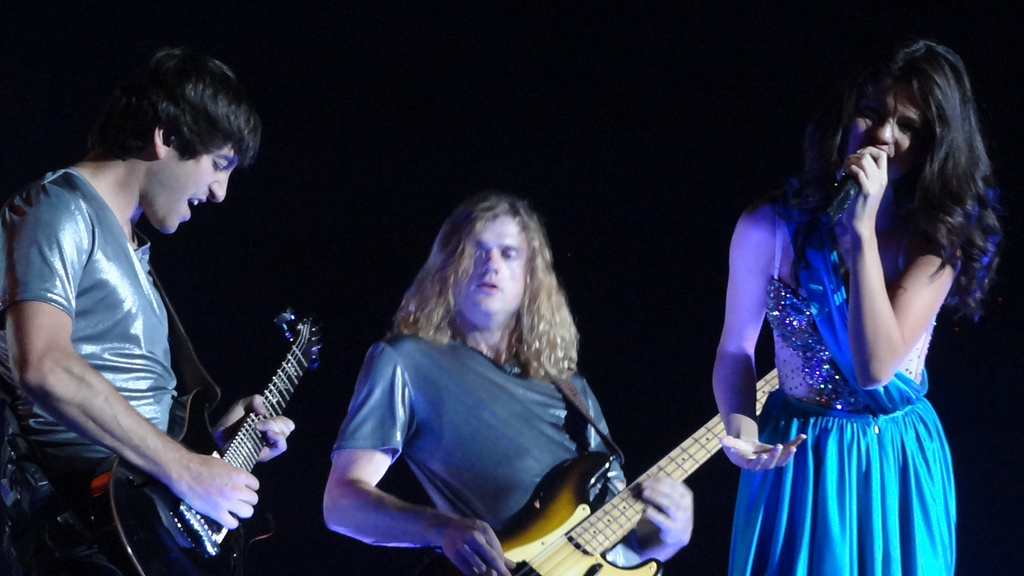
Selena Gomez & the Scene auf ihrer We-Own-the-Night-Tour im Februar 2012 (v. l. n. r.: Ethan Eoberts, Greg Garman und Selena Gomez)

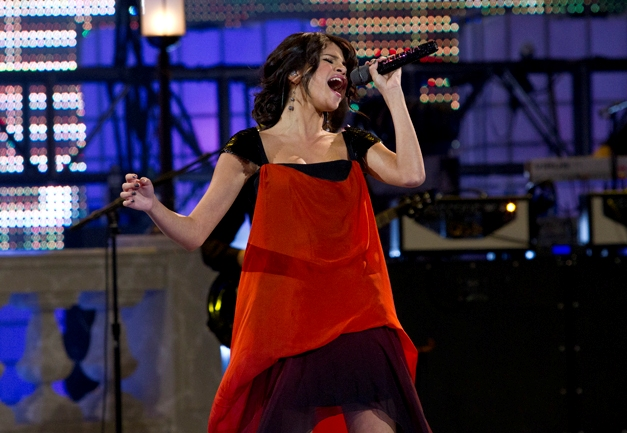
Selena Gomez 2011 bei den Much Music Video Awards

#### 2007–2012: Erste Erfahrungen mit der Musik und Gründung der BandSelena Gomez & the Scene
2007 nahm sie den Titelsong Everything Is Not What It Seems zu ihrer erfolgreichen Disney Serie Die Zauberer vom Waverly Place auf.
2008 coverte Gomez den Song Cruella de Vil von Bill Lee, der auf dem Album DisneyMania6 erschien. Dazu nahm sie auch ein Musikvideo auf. Im selben Jahr nahm sie für den Film Tinker Bell den Song Fly to Your Heart und für den Film Another Cinderella Story den Titel Tell Me Something I Don’t Know auf. Zu beiden Songs veröffentlichte sie ein Musikvideo. Ebenfalls im Jahr 2008 gründete sie die Band Selena Gomez & the Scene, mit der sie drei Studioalben veröffentlicht hat. Das Debütalbum Kiss & Tell konnte sich in den Top Ten der US-Charts platzieren und in mehreren anderen Ländern in den Top 20. Die Hitsingle Naturally war Gomez’ erste mit Platin ausgezeichnete Single.
2009 nahm sie mit der ihr befreundeten Demi Lovato den Song One and the Same für ihren gemeinsamen Film Prinzessinnen Schutzprogramm auf, der auf dem gleichnamigen Soundtrack erschien. Für den Soundtrack von Der Zauberer vom Waverly Place coverte sie auch den Song Magic von der Band Pilot. Im selben Jahr nahm sie an dem Projekt Disney Friends for Change teil, wo sie auch den Song Send It On mit Miley Cyrus, Demi Lovato und den Jonas Brothers aufnahm. 2010 übernahm sie außerdem eine Rolle im Videoclip zum Song Burnin' Up von den Jonas Brothers.
2010 kam Gomez’ zweites Studioalbum A Year Without Rain auf den Markt. Das Album erreichte in der ersten Woche die Top Five in den amerikanischen Billboardcharts. In vielen weiteren Ländern startete das Album erfolgreich.
Ein Jahr darauf veröffentlichte Gomez ihr drittes Album When the Sun Goes Down mit der Band The Scene. Die erste Single daraus, Who Says, verkaufte sich rund 3 Millionen Mal und wurde dreimal mit Platin in den USA ausgezeichnet. Die zweite Single Love You Like a Love Song verkaufte sich 4 Millionen Mal und wurde somit Gomez und The Scenes' erfolgreichste Single. Das Album selber schaffte es auf die Nummer 3 in Amerika und war auch weltweit erfolgreich. Alle drei Studioalben wurden in den USA mit Gold ausgezeichnet.
Januar 2012 verkündete Gomez eine vorläufige Pause ihrer musikalischen Karriere, um sich auf die Schauspielerei zu konzentrieren. Am Ende desselben Jahres verlautbarte sie die Trennung von ihrer Band The Scene.

#### 2013–2014: SoloalbumStars Danceund erste Welttournee

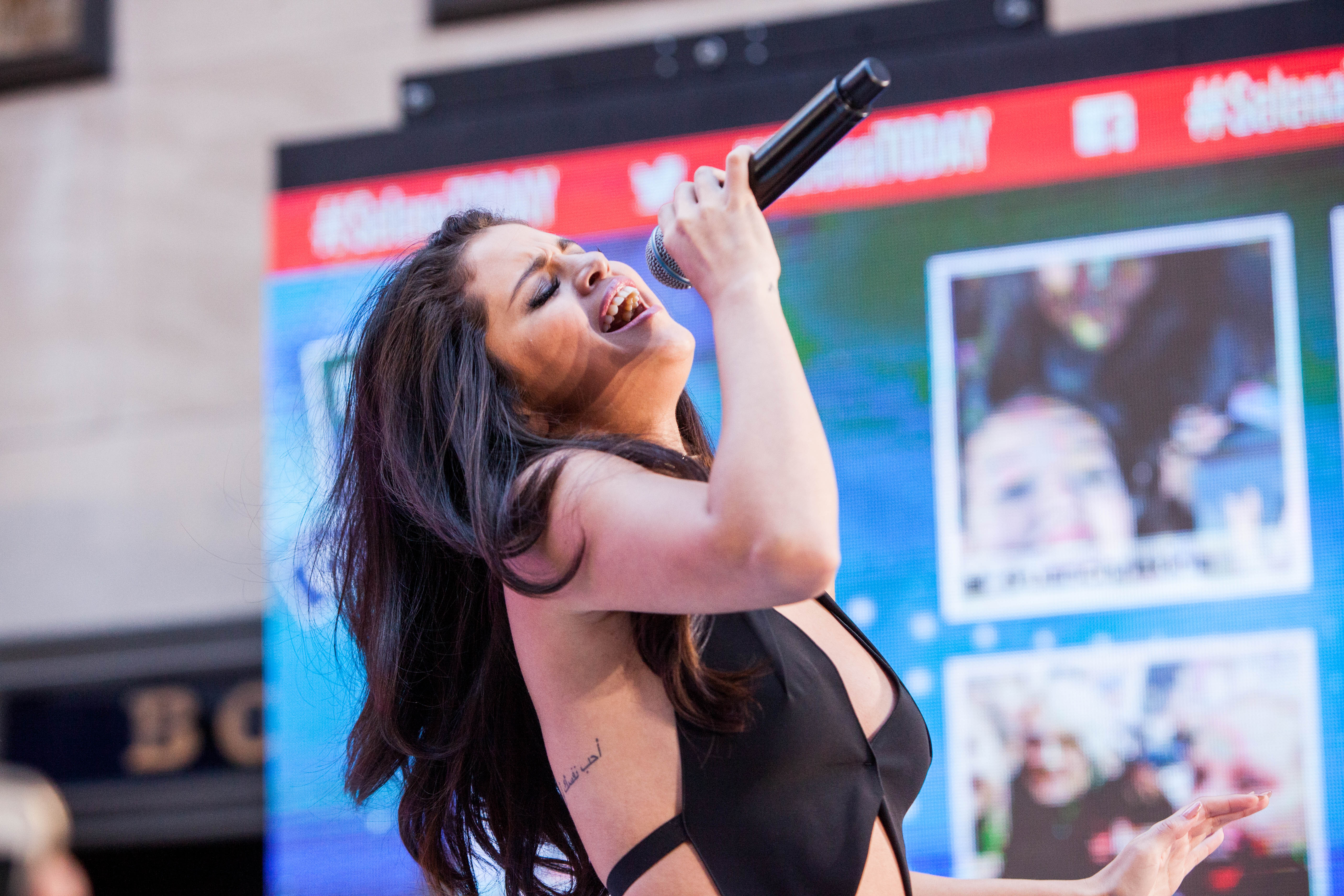
Selena Gomez (2015)

Nachdem sie sich von ihrer Band The Scene getrennt hatte, veröffentlichte Gomez im April 2013 ihre erste eigene Single Come and Get It. Diesen Song sang sie am 14. April 2013 bei den MTV Movie Awards zum ersten Mal live. Der Song stieg bis auf Platz sechs der Billboard-Hot-100-Charts und wurde dreimal mit Platin ausgezeichnet. Das dazugehörige Album Stars Dance erreichte Platz eins der Billboard-Charts. In Deutschland erreichte das Album Platz vier. Anfang Juni 2013 erschien Gomez’ zweite Solo-Single Slow Down, die es auf Platz 27 der Charts schaffte. Nach dem Album startete Gomez ihre erste Welttournee Stars Dance Tour, die sie von August bis November 2013 durch Nordamerika und Europa führte. Im Dezember 2013 sagte Gomez die für Australien und Asien geplanten Konzerte der Tournee aus gesundheitlichen Gründen ab.
Seit September 2014 steht sie beim Plattenlabel Interscope Records unter Vertrag.
Anfang November 2014 kündigte Gomez einen neuen Song sowie ein Best-of-Album an. Bereits einige Tage später erschien die Single The Heart Wants What It Wants. Der Song schaffte es in den amerikanischen Charts bis auf Platz 6 und ist somit nach Come & Get It Gomez’ zweiter Top-10-Hit. Am 24. November 2014 erschien das Best-of-Album For You, wodurch ihr Vertrag mit dem Label Hollywood Records endet.

#### 2015–2016: Zweites SoloalbumRevival

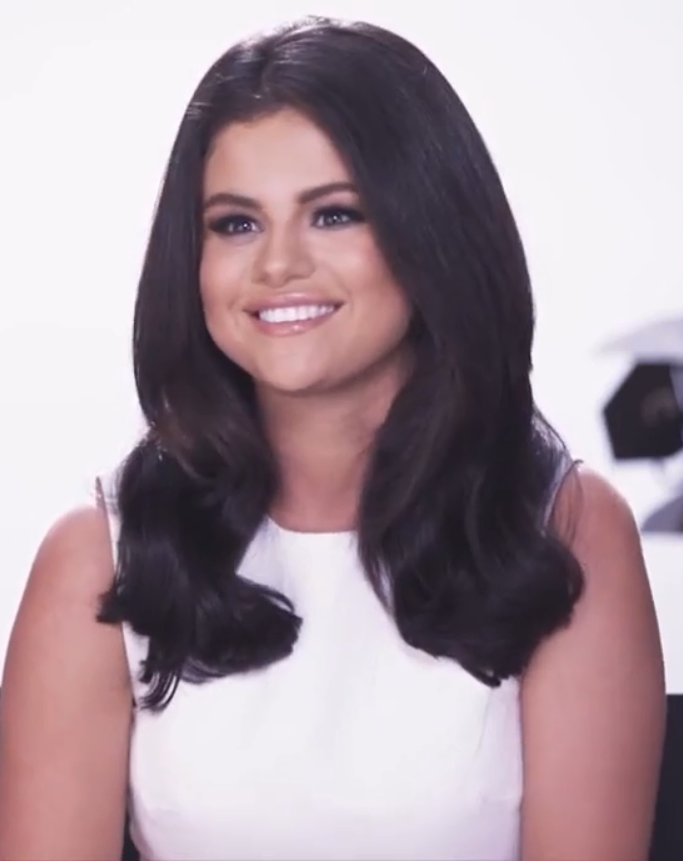
Selena Gomez (2015)

Ende des Jahres 2014 und Anfang 2015 nahm Selena Gomez gemeinsam mit Zedd das Lied I Want You to Know auf, welches am 23. Februar 2015 veröffentlicht wurde. Das Musikvideo zu der Single wurde Anfang Februar in Los Angeles gedreht. Der Song ist Zedds erste Single von seinem zweiten Soloalbum True Colors.
Ende Juni 2015 wurde die erste Single Good for You in Zusammenarbeit mit A$AP Rocky veröffentlicht. Der Song stieg bis auf Platz fünf der US-amerikanischen Singlecharts. Das zweite Soloalbum Revival wurde am 9. Oktober 2015 veröffentlicht. Als zweite Single erschien Same Old Love, welches ebenfalls bis auf Platz fünf der Singlecharts stieg. Als dritte und vierte Single wurden Hands to Myself und Kill Em with Kindness veröffentlicht.
Im Mai 2016 begann Gomez ihre Welttournee Revival Tour. Diese musste sie aufgrund ihrer Lupus-Erkrankung im August 2016 abbrechen. Die geplanten Konzerte in Deutschland fielen somit aus.

#### 2017–2020: Drittes SoloalbumRare
Im Februar 2017 wurde die Single It Ain't Me, eine Zusammenarbeit mit dem norwegischen DJ und Produzenten Kygo, veröffentlicht. Mit dieser Single erreichte Gomez erstmals in den deutschsprachigen Ländern die Top 10 der Charts, in Deutschland erreichte sie Platz 2.
Im Sommer 2017 veröffentlichte Gomez zwei weitere Singles: Bad Liar und Fetish konnten sich beide in den Billboard-Charts platzieren, blieben jedoch hinter den Erwartungen zurück. Im Oktober brachte Gomez gemeinsam mit dem DJ Marshmello die Single Wolves heraus.
Im Sommer 2018 kam ihre Single Back To You als ein offizielles Soundtrack der Serie Tote Mädchen lügen nicht heraus, indem sie als Produzentin der Serie mitwirkt.
Im Herbst kam der lateinamerikanische Song Taki Taki von DJ Snake heraus, indem Selena Gomez ein Teil am Gesang mit Ozuna und Cardi B mitwirkte. Das Musikvideo bekam innerhalb von vier Monaten eine Milliarde Aufrufe auf YouTube und wurde Platz 1 in den Billboard Hot Latin Songs Charts. Weiterhin brachte sie im Februar 2019 den Song I Can‘t Get Enough mit Benny Blanco, Tainy und J Balvin heraus.
Nach acht Monaten veröffentlichte Gomez im Oktober 2019 die Singles Lose You To Love Me und Look At Her Now. Lose You To Love Me wurde ihre erste Single, die sich an Platz 1 der US-amerikanischen Billboard-Hot-100-Charts platzierte.
Am 10. Januar 2020 erschien ihr drittes Studioalbum „Rare“. Das Album wurde ihr drittes Album, das es auf Platz 1 der Billboard-Hot-200-Charts schaffte. Ihr Song Rare wurde als Single mit einem Musikvideo am gleichen Tag veröffentlicht.
Am 9. April 2020 erschien eine Deluxe-Version von „Rare“ gemeinsam mit der Single Boyfriend. In der Deluxe-Version des Albums sind außerdem drei weitere neue Songs enthalten. Im Juni 2020 war Gomez ein Feature in dem Song Past Life von Trevor Daniel.
Zusammen mit der Gruppe Blackpink erschien am 28. August 2020 das Lied Ice Cream. Das dazugehörige Musikvideo erreichte über 79 Millionen Aufrufe innerhalb eines Tages.

#### 2021–2024:RevelaciónundMy Mind & Me
Am 14. Januar 2021 erschien das Lied De Una Vez, die erste Single ihrer spanischen EP Revelación. Damit kehrte Gomez zu ihren mexikanischen Wurzeln zurück. Die zweite Single Baila Conmigo zusammen mit Rauw Alejandro erschien am 29. Januar 2021. Am 4. März 2021 erschien mit Selfish Love eine weitere Kollaboration mit DJ Snake und somit auch die letzte Single des EP‘s. Revelación erschien am 12. März 2021.

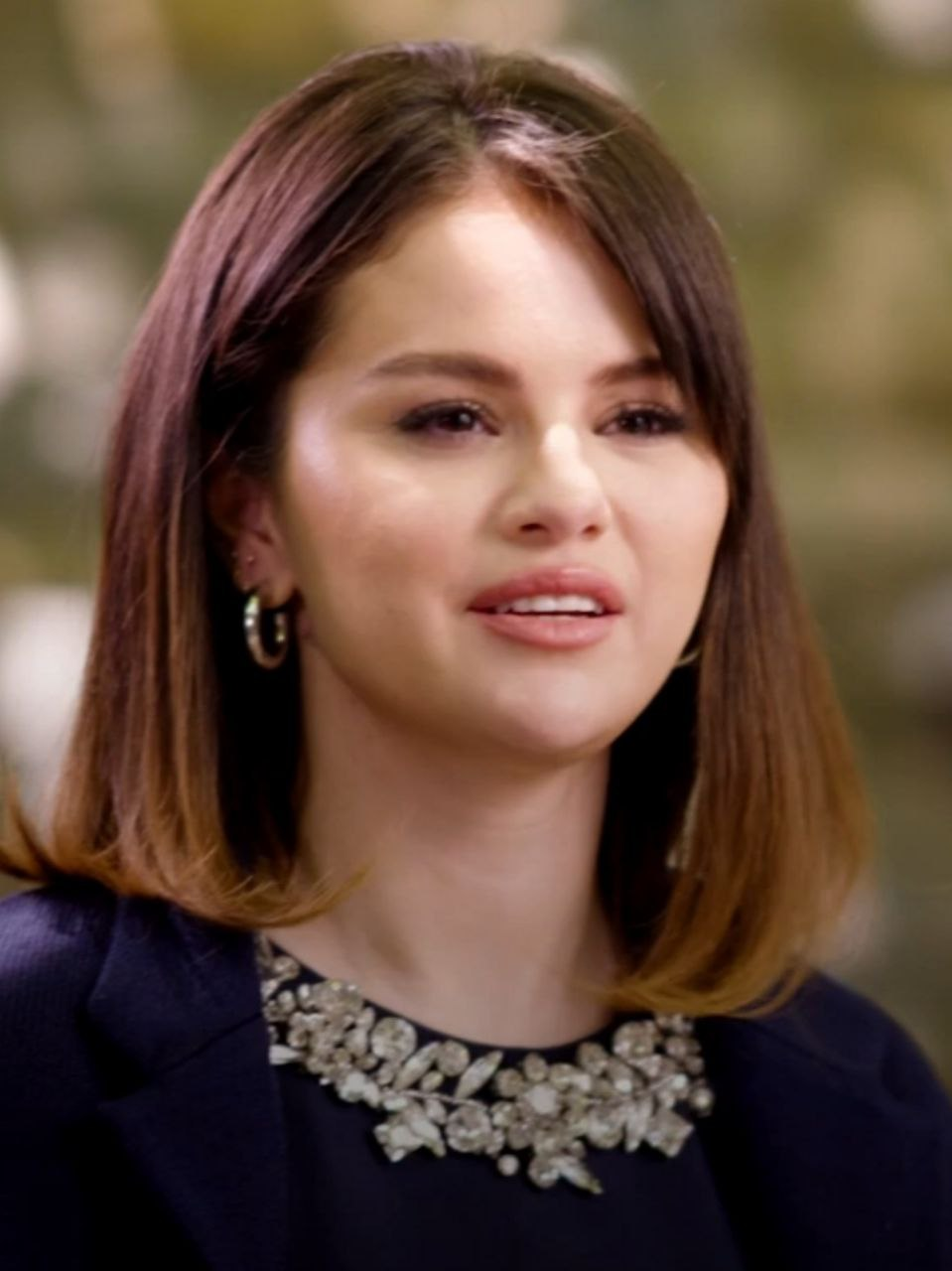
Gomez im Weißen Haus (2022)

Am 26. August 2021 erschien das Lied 999 mit dem Sänger Camilo. Das dazugehörige Musikvideo wurde am 27. August veröffentlicht. Zusammen mit Coldplay veröffentlichte Gomez den Song Let Somebody Go, welcher Platz 91 der Billboard Hot 100 Charts erreichte sowie auf Platz 74 der deutschen Single-Charts debütierte. Am 7. Februar 2022 wurde das Lied zur dritten Single von Coldplay‘s Album Music of the Spheres und bekam somit auch ein eigenes Musikvideo am selben Tag. Als Nächstes war Gomez als Remix für den Song Calm Down von Rema zu hören. Die Remix Version schaffte es im Gegensatz zur originalen Version in die Billboard Hot 100 Charts bis auf Platz 75. In Deutschland werden die Verkaufszahlen der Remix Version zur Original Version hinzugezählt, weswegen die Version mit Gomez nicht in den Charts vertreten ist.
Am 2. November 2022 hatte der Dokumentarfilm Selena Gomez: My Mind & Me Premiere beim AFI Fest und zwei Tage später auf Apple TV+. Einen Tag vor der Veröffentlichung auf Apple TV+ veröffentlichte Gomez das Lied My Mind & Me. Anschließend veröffentlichte sie die Standalone-Singles Single Soon (August 2023) und Love On (Februar 2024).

#### Seit 2025: Kollaboration-AlbumI Said I Love You First
Im März 2025 erschien das gemeinsame Album I Said I Love You First von Gomez und Benny Blanco. Als erste Single erschien im Februar 2025 Call Me When You Break Up in Kollaboration mit Gracie Abrams. Der Song erreichte Platz 61 in den deutschen Single-charts und 58 in den Billboard Hot 100.

## Filmografie
Ihre deutsche Synchronstimme ist Gabrielle Pietermann.

### Filme
- 2003: Mission 3D (Spy Kids 3-D: Game Over)
- 2005: Walker, Texas Ranger: Feuertaufe (Walker, Texas Ranger: Trial by Fire)
- 2006: Brain Zapped
- 2008: Another Cinderella Story
- 2009: Prinzessinnen Schutzprogramm (Princess Protection Program)
- 2009: Die Zauberer vom Waverly Place – Der Film (Wizards of Waverly Place: The Movie)
- 2010: Schwesterherzen – Ramonas wilde Welt (Ramona and Beezus)
- 2011: Plötzlich Star (Monte Carlo)
- 2011: Die Muppets (The Muppets)
- 2012: Spring Breakers
- 2012: Aftershock – Die Hölle nach dem Beben (Aftershock)
- 2013: Die Rückkehr der Zauberer vom Waverly Place (The Wizards Return: Alex vs. Alex)
- 2013: Getaway
- 2014: Rudderless
- 2014: Behaving Badly – Brav sein war gestern (Behaving Badly)
- 2015: The Big Short
- 2016: Umweg nach Hause (The Fundamentals of Caring)
- 2016: Bad Neighbors 2 (Neighbors 2: Sorority Rising)
- 2016: Stürmische Ernte – In Dubious Battle (In Dubious Battle)
- 2018: A Love Story (Kurzfilm)
- 2019: The Dead Don’t Die
- 2019: A Rainy Day in New York
- 2022: Selena Gomez: My Mind & Me (Dokumentarfilm)
- 2024: Emilia Pérez

### Serien
- 2002–2003: Barney und seine Freunde (Barney & Friends, 13 Episoden)
- 2006: Hotel Zack & Cody (The Suite Life of Zack and Cody, Episode 2x22)
- 2007–2008: Hannah Montana (3 Folgen)
- 2007–2012: Die Zauberer vom Waverly Place (Wizards of Waverly Place, 110 Episoden)
- 2009: Zack & Cody an Bord (The Suite Life on Deck, Episode 1x21)
- 2009: Sonny Munroe (Sonny with a Chance, Episode 1x13)
- 2011: So Random! (Episode 1x03)
- 2011: PrankStars (Episode 1x01)
- 2020–2023: Selena + Chef (Moderation, 44 Episoden)
- seit 2021: Only Murders in the Building
- 2024, 2025: Die neuen Zauberer vom Waverly Place (Wizards Beyond Waverly Place, 2 Episoden)

### Synchrontätigkeit
- 2008: Horton hört ein Hu! (Horton Hears a Who!, Stimme von Helga)
- 2009: Arthur und die Minimoys 2 – Die Rückkehr des bösen M (Arthur and the Revenge of Maltazard, Stimme von Prinzessin Selenia)
- 2010: Arthur und die Minimoys 3 – Die große Entscheidung (Arthur 3: The War of the Two Worlds, Stimme von Prinzessin Selenia)
- 2012: Hotel Transsilvanien (Hotel Transylvania, Stimme von Mavis)
- 2015: Hotel Transsilvanien 2 (Hotel Transylvania 2, Stimme von Mavis)
- 2017: Puppy! (Stimme von Mavis, Kurzfilm)
- 2018: Hotel Transsilvanien 3 – Ein Monster Urlaub (Hotel Transylvania 3: Summer Vacation, Stimme von Mavis)
- 2020: Die fantastische Reise des Dr. Dolittle (Dolittle, Stimme von Betsy)
- 2022: Hotel Transsilvanien – Eine Monster Verwandlung (Hotel Transylvania: Transformania, Stimme von Mavis)

### Musikvideos
- 2008: Jonas Brothers – Burnin‘ Up
- 2015: Taylor Swift – Bad Blood

## Diskografie
Studioalben

| Jahr                         | Titel Musiklabel                               | Höchstplatzierung, Gesamtwochen, AuszeichnungChartplatzierungen (Jahr, Titel, Musiklabel, Platzierungen, Wochen, Auszeichnungen, Anmerkungen) | Höchstplatzierung, Gesamtwochen, AuszeichnungChartplatzierungen (Jahr, Titel, Musiklabel, Platzierungen, Wochen, Auszeichnungen, Anmerkungen) | Höchstplatzierung, Gesamtwochen, AuszeichnungChartplatzierungen (Jahr, Titel, Musiklabel, Platzierungen, Wochen, Auszeichnungen, Anmerkungen) | Höchstplatzierung, Gesamtwochen, AuszeichnungChartplatzierungen (Jahr, Titel, Musiklabel, Platzierungen, Wochen, Auszeichnungen, Anmerkungen) | Höchstplatzierung, Gesamtwochen, AuszeichnungChartplatzierungen (Jahr, Titel, Musiklabel, Platzierungen, Wochen, Auszeichnungen, Anmerkungen) | Anmerkungen                                                    |
| Jahr                         | Titel Musiklabel                               | DE | AT | CH | UK | US | Anmerkungen                                                    |
| ---------------------------- | ---------------------------------------------- | --- | --- | --- | --- | --- | -------------------------------------------------------------- |
| als Selena Gomez & The Scene |                                                | | | | | |                                                                |
|                              |                                                | | | | | |                                                                |
| 2009                         | Kiss & Tell Hollywood Records (UMG)            | DE19 (14 Wo.)DE | AT4 Gold · (18 Wo.)AT | CH36 (13 Wo.)CH | UK12 Silber · (7 Wo.)UK | US9 Gold · (59 Wo.)US | Erstveröffentlichung: 29. September 2009 Verkäufe: + 2.000.000 |
| 2010                         | A Year Without Rain Hollywood Records (UMG)    | DE22 (16 Wo.)DE | AT19 (11 Wo.)AT | CH37 (9 Wo.)CH | UK14 Silber · (8 Wo.)UK | US4 Gold · (55 Wo.)US | Erstveröffentlichung: 17. September 2010 Verkäufe: + 1.012.000 |
| 2011                         | When the Sun Goes Down Hollywood Records (UMG) | DE18 (11 Wo.)DE | AT11 (11 Wo.)AT | CH27 (11 Wo.)CH | UK15 Silber · (10 Wo.)UK | US3 Gold · (39 Wo.)US | Erstveröffentlichung: 24. Juni 2011 Verkäufe: + 967.500        |
| als Selena Gomez             |                                                | | | | | |                                                                |
|                              |                                                | | | | | |                                                                |
| 2013                         | Stars Dance Hollywood Records (UMG)            | DE4 (5 Wo.)DE | AT6 (9 Wo.)AT | CH6 (8 Wo.)CH | UK14 (4 Wo.)UK | US1 Gold · (25 Wo.)US | Erstveröffentlichung: 19. Juli 2013 Verkäufe: + 665.000        |
| 2015                         | Revival Interscope Records (UMG)               | DE12 (2 Wo.)DE | AT13 Platin · (2 Wo.)AT | CH10 (5 Wo.)CH | UK11 Gold · (6 Wo.)UK | US1 Platin · (69 Wo.)US | Erstveröffentlichung: 9. Oktober 2015 Verkäufe: + 1.725.000    |
| 2020                         | Rare Interscope Records (UMG)                  | DE3 (10 Wo.)DE | AT3 Gold · (13 Wo.)AT | CH3 (11 Wo.)CH | UK2 Gold · (26 Wo.)UK | US1 Platin · (26 Wo.)US | Erstveröffentlichung: 10. Januar 2020 Verkäufe: + 1.367.500    |

## Auszeichnungen

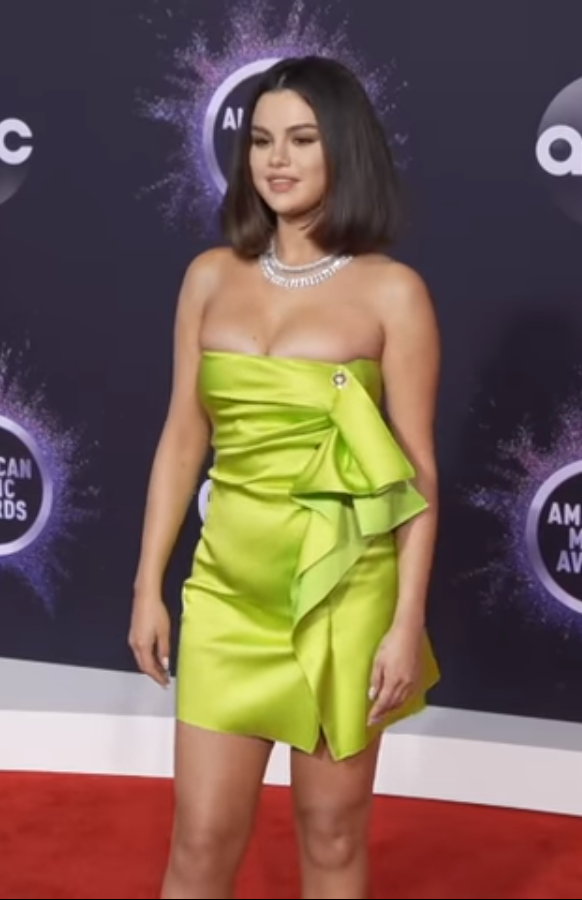
Selena Gomez bei den American Music Awards 2019

Selena Gomez gewann insgesamt 142 Auszeichnungen und bekam 417 Nominierungen.
Golden Globe
- 2022: Nominierung in der Kategorie Beste Comedyserie (Only Murders in the Building)
- 2023: Nominierung in der Kategorie Beste Comedyserie (Only Murders in the Building)
- 2023: Nominierung in der Kategorie „Beste Serien-Hauptdarstellerin - Komödie oder Musical“ (Only Murders in the Building)
- 2024: Nominierung in der Kategorie Beste Comedyserie (Only Murders in the Building)
- 2024: Nominierung in der Kategorie „Beste Serien-Hauptdarstellerin - Komödie oder Musical“ (Only Murders in the Building)
- 2025: Nominierung in der Kategorie Beste Comedyserie (Only Murders in the Building)
- 2025: Nominierung in der Kategorie „Beste Serien-Hauptdarstellerin – Komödie oder Musical“ (Only Murders in the Building)
- 2025: Nominierung in der Kategorie „Beste Nebendarstellerin“ (Emilia Pérez)

British Academy Film Award
- 2025: Nominierung in der Kategorie Beste Nebendarstellerin (Emilia Perez)

Emmy Award
- 2022: Nominierung in der Kategorie Beste Comedyserie (Only Murders in the Building, als Produzentin)
- 2023: Nominierung in der Kategorie Beste Comedyserie (Only Murders in the Building, als Produzentin)
- 2024: Nominierung in der Kategorie Beste Comedyserie (Only Murders in the Building, als Produzentin)
- 2024: Nominierung in der Kategorie Beste Hauptdarstellerin in einer Comedyserie (Only Murders in the Building)

Screen Actors Guild Award
- 2022: Nominierung in der Kategorie Bestes Schauspielensemble in einer Comedyserie (Only Murders in the Building)
- 2023: Nominierung in der Kategorie Bestes Schauspielensemble in einer Comedyserie (Only Murders in the Building)
- 2024: Nominierung in der Kategorie Bestes Schauspielensemble in einer Comedyserie (Only Murders in the Building)
- 2025: Auszeichnung in der Kategorie Bestes Schauspielensemble in einer Comedyserie (Only Murders in the Building)
- 2025: Nominierung in der Kategorie Bestes Schauspielensemble in einem Film (Emilia Perez)

Alma Award
- 2009: in der Kategorie „Special Achievement Comedy – Television – Actress“ (Die Zauberer vom Waverly Place)

Bravo Otto
- 2010: in der Kategorie „Bester weiblicher TV-Star“ (Die Zauberer vom Waverly Place)
- 2011: in der Kategorie „Bester weiblicher TV-Star“ (Die Zauberer vom Waverly Place)
- 2012: in der Kategorie „Bester weiblicher TV-Star“ (Die Zauberer vom Waverly Place)
- 2013: in der Kategorie „Sexy Babe“
- 2013: in der Kategorie „Super-BFF‘s“

Gracie Award
- 2010: in der Kategorie „Outstanding Female Rising Star in a Comedy Series“ (Die Zauberer vom Waverly Place)

MTV Video Music Awards
- 2013: in der Kategorie Best Pop Video für Come & Get It

Nickelodeon Kids’ Choice Awards
- Australien
  - 2010: in der Kategorie „Fave TV Star“ (Die Zauberer vom Waverly Place)
- USA
  - 2009: in der Kategorie „Favorite TV Actress“ (Die Zauberer vom Waverly Place)
  - 2010: in der Kategorie „Favorite TV Actress“ (Die Zauberer vom Waverly Place)
  - 2011: in der Kategorie „Favorite TV Actress“ (Die Zauberer vom Waverly Place)
  - 2012: in den Kategorien „Favorite TV Actress“ (Die Zauberer vom Waverly Place)[36] sowie „Favorite Female Singer“
  - 2013: in der Kategorie „Favorite TV Actress“ (Die Zauberer vom Waverly Place)
  - 2014: in der Kategorie „Favorite Female Singer“
  - 2014: in der Kategorie „KCA Fan Army“
  - 2015: in der Kategorie „Favorite Female Singer“
  - 2017: in der Kategorie „Favorite Female Singer“
  - 2019: in der Kategorie „Favorite Female Voice from an Animated Movie“ (Hotel Transsilvanien 3 – Ein Monster Urlaub)

People’s Choice Awards
- 2011: in der Kategorie „Favorite Breakout Artists“ (Selena Gomez & The Scene)
- 2021: in der Kategorie „The Comedy TV Star of 2021“

Young Artist Award
- 2009: in der Kategorie „Best Performance in a TV Movie, Miniseries, or Special – Leading Young Actress“ (Another Cinderella Story)

Teen Choice Awards
- 2009: in der Kategorie „Choice Summer – Celebrity Dancer“ (Another Cinderella Story)
- 2009: in der Kategorie „Choice Summer – TV Star-Female“ (Prinzessinnen Schutzprogramm)
- 2009: in der Kategorie „Choice Other Stuff – Red Carpet Icon: Female“
- 2010: in der Kategorie „Choice: Breakout Artist Female“
- 2010: in der Kategorie „Choice Music: Group“ (Selena Gomez & The Scene)
- 2010: in der Kategorie „Choice TV Actress: Comedy“ (Die Zauberer vom Waverly Place)
- 2010: in der Kategorie „Choice Other Stuff – Red Carpet Icon: Female“
- 2011: in der Kategorie „Choice Female Hottie“
- 2011: in der Kategorie „Choice TV Actress: Comedy“
- 2011: in der Kategorie „Choice Music: Group“ (Selena Gomez & The Scene)
- 2011: in der Kategorie „Choice Music: Single“ (Selena Gomez & The Scene)
- 2011: in der Kategorie „Choice Music: Love Song“
- 2012: in der Kategorie „Choice Music: Group“ (Selena Gomez & The Scene)
- 2012: in der Kategorie „Choice Music: Single by a Group“ (Selena Gomez & The Scene)
- 2013: in der Kategorie „Choice Female Hottie“
- 2013: in der Kategorie „Choice Music: Break-Up Song“
- 2013: in der Kategorie „Choice Summer Music Star: Female“
- 2014: in der Kategorie „Choice Female Hottie“
- 2014: in der Kategorie „Ultimate Choice“
- 2016: in der Kategorie „Choice Female Artist“
- 2016: in der Kategorie „Choice Summer Music Star: Female“
- 2016: in der Kategorie „Choice Instagrammer“
- 2017: in der Kategorie „Choice Instagrammer“
- 2018: in der Kategorie „Choice Instagrammer“
- 2018: in der Kategorie „Choice Summer Song“ für Back To You

American Music Awards
- 2016: in der Kategorie „Favorite Pop/Rock Female Artist“

Billboard's Woman of the Year
- 2015: Billboard‘s Chart Topper[37]
- 2017: Billboard's Woman of the Year[38]

## Trivia
- Neben anderen Tattoos trägt Gomez auf ihrem Rücken ein Tattoo mit dem arabischen Schriftzug أحب نفسك أولا (Liebe dich selbst zuerst!).[39]
- Sie wurde 2016 der erste Mensch mit 100 Millionen Followern auf Instagram, als der Hashtag #SelenaBreakTheInternet weltweit viral ging.[40]